# Anolis neglectus
Anolis neglectus (органуський аноліс) — вид ігуаноподібних ящірок родини анолісових (Dactyloidae). Ендемік Мексики. Описаний у 2019 році.

## Поширення і екологія
Органуські аноліси відомі з типової місцевості, розташованої в горах Серра-дус-Органус в Національному парку Серра-дус-Органус, на висоті 981 м над рівнем моря. Вони живуть в гірських тропічних лісах.